# Alchemilla imbricata
Alchemilla imbricata é uma espécie de rosácea do gênero Alchemilla, pertencente à família Rosaceae.